# Frederic I de Saxònia-Altenburg
Frederic I de Saxònia-Hildburghausen (en alemany Friedrich von Sachsen-Hildburghausen) va néixer a Hildburghausen el 29 d'abril de 1763 i va morir a Altenburg el 29 de setembre de 1834. Era fill del duc Ernest Frederic III (1707-1745) i de la seva tercera dona Ernestina de Saxònia-Weimar-Eisenach (1740-1786).

## Biografia
Frederic va succeir el seu pare el 1780, quan tenia només disset anys, per la qual cosa assumí fins al 1787 la regència del ducat Josep Frederic de Saxònia-Hildburghausen. Durant el regnat del seu pare el ducat es trobava sotmès a les restriccions imposades per la Comissió imperial creada per l'emperador Josep II, per tal resoldre els greus problemes financers del ducat de Saxònia-Hilburghausen. El 1806, Frederic va incorporar el ducat a la Confederació del Rin i més tard, el 1815, a la Confederació germànica.
El 1826 va recollir l'herència de Frederic IV de Saxònia-Gotha-Altenburg, esdevenint així duc de Saxònia-Altenburg, i cedint el ducat de Saxònia-Hildburghausen a Bernat IV de Saxònia-Meiningen.

## Matrimoni i fills
El 3 de setembre de 1785 es va casar a la ciutat saxona de Hilddburghausen amb Carlota de Mecklembourg-Strelitz (1769-1818), filla del duc Carles II de Mecklenburg-Strelitz (1741-1816) i de la landgravina Frederica de Hessen-Darmstadt (1752-1785). El matrimoni va tenir dotze fills:
- SA el príncep Josep de Saxònia-Hildburghausen (1786 - 1786).

- SA la princesa Caterina de Saxònia-Hildburghausen (1787 - 1847). Es casà amb el príncep Pau de Württemberg.

- SA la princesa Carlota de Saxònia-Hildburghausen, nada i morta el 1788.

- SAR el duc Josep I de Saxònia-Altenburg (1789 - 1868). Es casà el 1817 amb la duquessa Amàlia de Württemberg.

- SA la princesa Lluïsa de Saxònia-Hildburghausen, nada i morta el 1791.

- SA la princesa Teresa de Saxònia-Hildburghausen (1791 - 1854). Es casà amb el rei Lluís I de Baviera.

- SA la princesa Carlota de Saxònia-Hildburghausen (1794 - 1825). Es casà a Weilburg el 1814 amb el duc Guillem de Nassau-Weilburg.

- SA el príncep Francesc de Saxònia-Hildburghausen (1795 - 1800).

- SAR el duc Jordi I de Saxònia-Altenburg (1796 - 1853). Es casà el 1825 a Ludwigslust amb la duquessa Maria de Mecklenburg-Schwerin.

- SA el príncep Frederic de Saxònia-Hildburghausen (1801 - 1870).

- SA el príncep Maximilià de Saxònia-Hildburghausen, nat i mort el 1803 a Hildburghausen.

- SA el príncep Eduard Carles de Saxònia-Hildburghausen (1804 - 1852). Es casà en primeres núpcies amb la princesa Amàlia de Hohenzollern-Sigmaringen i en segones núpcies amb la princesa Lluïsa de Reuss-Greiz.